# Yeşilyurt, Düziçi
Yeşilyurt là một xã thuộc huyện Düziçi, tỉnh Osmaniye, Thổ Nhĩ Kỳ. Dân số thời điểm năm 2010 là 522 người.